# Eschweiler (Luxemburg)
Eschweiler (Luxemburgs: Eeschweller) is een plaats en voormalige gemeente in het Luxemburgse Kanton Wiltz.
De gemeente had op 1 januari 2007 een totale oppervlakte van 19,88 km² en telde 800 inwoners. Op 1 januari 2015 is de gemeente opgegaan in de gemeente Wiltz.

## Plaatsen in de gemeente
- Erpeldange
- Eschweiler
- Knaphoscheid
- Selscheid

## Ontwikkeling van het inwoneraantal
| Jaar                              | 2001 | 2002 | 2003 | 2004 | 2005 |
| --------------------------------- | ---- | ---- | ---- | ---- | ---- |
| Inwoneraantal                     | 609  | 640  | 650  | 714  | 751  |
| Opmerking: tellingen op 1 januari |      |      |      |      |      |

Erpeldange · Eschweiler · Knaphoscheid · Niederwiltz · Roullingen · Selscheid · Weidingen · Wiltz

Luxemburgse gemeenten · Kanton Wiltz · Luxemburg